# Trine Lise Sundnes

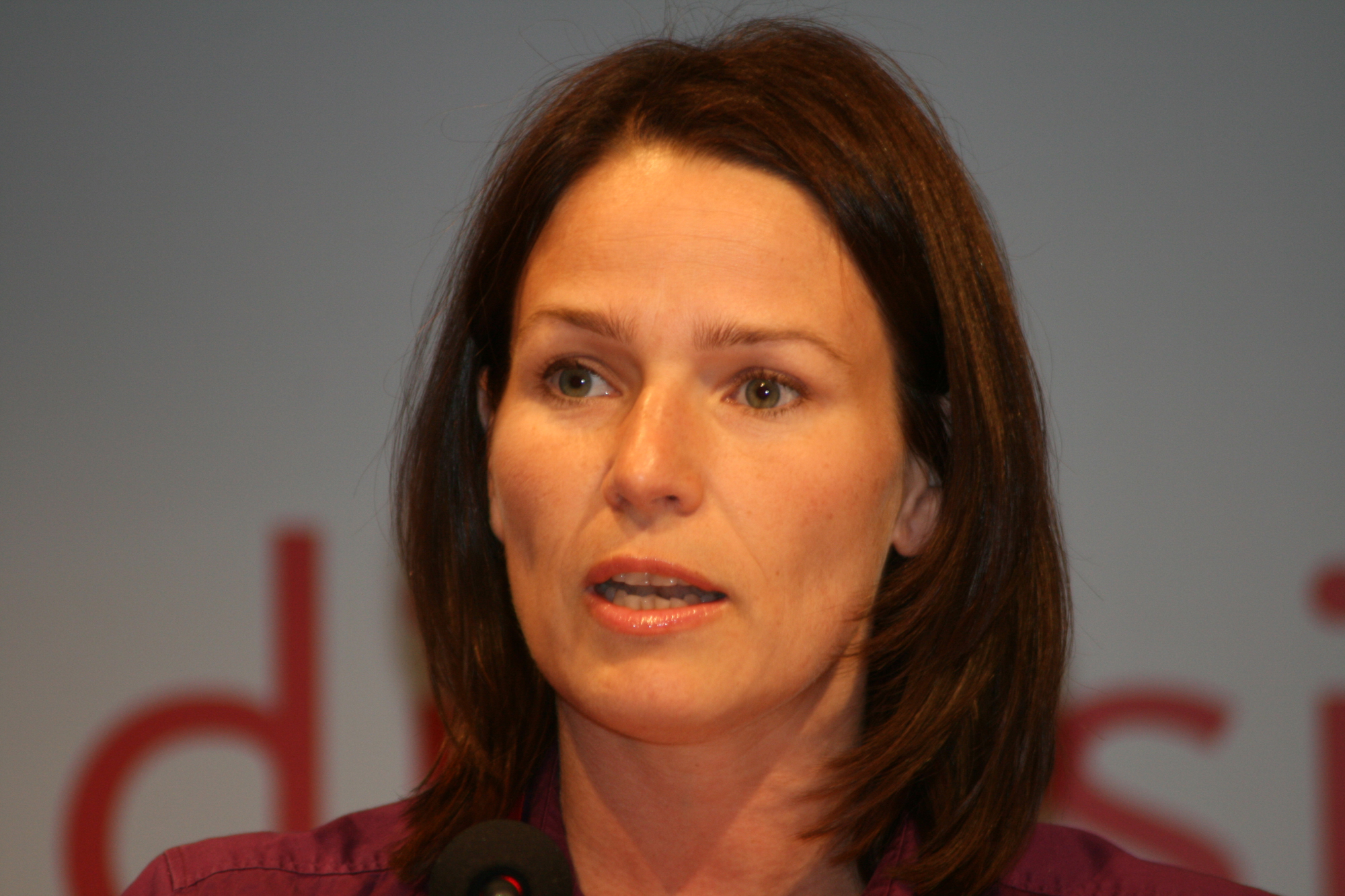
Trine Lise Sundnes, 2009

Trine Lise Sundnes (* 6. Februar 1970 in Oslo) ist eine norwegische Gewerkschafterin und Politikerin der sozialdemokratischen Arbeiderpartiet (Ap). Seit 2021 ist sie Abgeordnete im Storting.

## Leben
Sundnes wurde in Oslo geboren und wuchs dort auf. Ein Jahr lang lebte sie während ihrer Schulzeit in Verdal. Sundnes arbeitete in der Gewerkschaft Handel og Kontor i Norge, einer dem Gewerkschaftsdachverband Landsorganisasjonen i Norge (LO) angeschlossenen Gewerkschaft für Angestellte im Bereich Büro und Handelsgewerbe. Im Jahr 1995 wurde sie Regionalsekretärin für Oslo und Akershus. Zwischen 2013 und 2020 war sie die Vorsitzende von Handel og Kontor. Anschließend übernahm sie die Leitung des internationalen Büros der LO. Des Weiteren war sie für die Internationale Arbeitsorganisation (ILO) tätig.
Sundnes zog bei der Parlamentswahl 2021 erstmals in das norwegische Nationalparlament Storting ein. Dort vertritt sie den Wahlkreis Oslo und wurde zunächst Mitglied im Arbeits- und Sozialausschuss. Zudem wurde sie Mitglied im Arbeiderpartiet-Fraktionsvorstand. Im Oktober 2023 wechselte sie während der laufenden Legislaturperiode in den Außen- und Verteidigungsausschuss.